# Polyethylenwachs
Polyethylenwachs ((CH2)~50–~100H2) ist Polyethylen, das aufgrund zu niedriger molarer Masse (3.000–20.000 g/mol) wachs- oder fettartigen Charakter hat. Es ist farblos bis weiß, hat einen Tropfpunkt von ca. 90–120 °C, ist als Schmelze klar, in unpolaren Lösungsmitteln löslich und lässt sich gut emulgieren. Es ist das bedeutendste Polyolefin-Wachs.
Es kann mit Reglersubstanzen durch Polymerisation von Ethylen oder durch Depolymerisation von Polyethylen mit höheren Molmassen hergestellt werden. Es wird hauptsächlich durch thermisches Cracken bei 400 °C hergestellt, kann aber auch aus natürlichen Wachsen synthetisiert werden. Es existieren unterschiedliche Formen, darunter mikronisiertes und oxidiertes.

## Verwendung
Die hauptsächlichen Verwendungen von Polyethylenwachs sind unter anderen: als Scheuerschutz in Druckfarben-Filmen, für Mattlack-Effekte in Lacken und Anstrichen, als Gleit- und Trennmittel in der Verarbeitung von Kunststoffen, in Polituren und Heißschmelzbeschichtungen und zum Korrosionsschutz. Sie sind in vielen Bereichen die wesentlich kostengünstigere Alternative zu natürlichen Wachsen.
Oxidiertes Polyethylenwachs (oder Polyethylenwachsoxidate) wird in der Lebensmittelindustrie häufig in Mischung mit natürlichen Wachsen und in Kombination mit Netz- und Schimmelschutzmitteln zur Oberflächenbehandlung bei frischem Obst eingesetzt. Sie sind in der EU als Lebensmittelzusatzstoff der Nummer E 914 ohne Höchstmengenbeschränkung (quantum satis) zur Oberflächenbehandlung von frischen Ananas, Avocados, Mangos, Melonen, Papayas und Zitrusfrüchten zugelassen. Entsprechend behandelte Früchte müssen im Handel als „gewachst“ gekennzeichnet sein.